# بخش تروی (شهرستان آتن، اوهایو)
بخش تروی (به انگلیسی: Troy Township) یک منطقهٔ مسکونی در ایالات متحده آمریکا است که در شهرستان آتن، اوهایو واقع شده‌است.
 بخش تروی ۹۵٫۶ کیلومتر مربع مساحت و ۲٬۶۱۷ نفر جمعیت دارد و ۲۳۴ متر بالاتر از سطح دریا واقع شده‌است.